# 春天的芭蕾
《春天的芭蕾》是由王磊作词、胡廷江作曲的一首歌，由常思思演唱，起初是在2010年1月19日文化部春晚上由常思思演唱，而后于同年央视春晚上由王莹、幺红两人演唱，同年的央视青歌赛、央视六一晚会上由常思思演唱。于同年3月20日正式发行。